# ジョニー・ローガン (バスケットボール)
ジョニー・ローガン（Johnny Logan 1921年1月1日-1977年9月16日）は、アメリカ合衆国インディアナ州リッチモンドのバスケットボール選手。バスケットボール指導者。
インディアナ大学を卒業後、セントルイス・ボンバーズに加入した。
1946-1947シーズンは、チームトップの12.6得点をあげてオールBAAセカンドチームに選ばれた。
1947-1948シーズンもチームトップの13.4得点をあげて、2年連続でオールBAAセカンドチームに選ばれた。この年チームは、レッド・ロッカ、ベラス・スモーリー、ボブ・ドールによる4人が平均2桁得点をあげるバランスの取れたオフェンスで29勝20敗の成績を残し、イースタン・ディビジョン優勝を果たした。プレーオフ初戦でフィラデルフィア・ウォリアーズに3勝4敗で敗れた。
1948-1949シーズンもオールBAAセカンドチームに選ばれた。
ボンバーズが解散したため、1950年4月25日のドラフトでトライシティ・ブラックホークスから指名されて加入した。
ブラックホークスでは1950-1951シーズンの1シーズンプレーした。1950年に3試合で選手兼任監督を暫定で務めた。
1951年7月7日、フリーエージェントとなった。1951年までの現役生活で、3196得点、1125本のフィールドゴールを成功、783アシスト、946回のフリースローを成功させた。
1977年9月16日、56歳で亡くなった。